# چیل‌ویو
چیل‌وِیو که گاه با نام گلو-فای هم شناخته می‌شود، یکی از سبک‌های موسیقی است که هنرمندان آن غالباً با استفادهٔ زیاد از افکت‌های صوتی، سینث‌سایزر، لوپینگ، سمپلینگ، و وکال‌های به شدّت فیلترشده و خطوط ملودیک ساده مشخّص می‌شوند.
این سبک ترکیبی از جنبش موسیقی دههٔ ۲۰۰۰ برای بازگشت به موسیقی دههٔ ۱۹۸۰ و (در موسیقی ایندی) استفاده از صدای امبینت، و موسیقی عامّه‌پسند مدرن، مانند الکتروپاپ، احیای پست-پانک، سایک - فولک، نو گیز، و ویچ هاوس است.

## تعریف سبک
سبک چیل‌ویو از سبک‌های سینث‌پاپ، موج نو، سایکدلیک پاپ، کلدویو، دریم پاپ، امبینت، آی‌دی‌ام، چیل‌آوت، Lo-fi، شوگیز، امبینت هاوس، و داون‌تمپو تأثیر گرفته‌است.